# Валансоль (кантон)
Валансо́ль (фр. Valensole) — кантон во Франции, находится в регионе Прованс — Альпы — Лазурный Берег, департамент Альпы Верхнего Прованса. Входит в состав округа Динь-ле-Бен.
Код INSEE кантона — 0429. Всего в кантон Валансоль входит 4 коммуны, из них главной коммуной является Валансоль.

## Коммуны кантона
| Коммуна            | Население, чел. (2008) | Почтовый индекс | Код INSEE |
| ------------------ | ---------------------- | --------------- | --------- |
| Брюне              | 258                    | 04210           | 04035     |
| Валансоль          | 2 875                  | 04210           | 04230     |
| Греу-ле-Бен        | 2 476                  | 04800           | 04094     |
| Сен-Мартен-де-Бром | 512                    | 04800           | 04189     |

## Население
Население кантона на 2008 год составляло 6 121 человек.
| 1962  | 1968  | 1975  | 1982  | 1990  | 1999  | 2006  | 2007  | 2008  |
| ----- | ----- | ----- | ----- | ----- | ----- | ----- | ----- | ----- |
| 3 100 | 3 381 | 3 451 | 4 081 | 4 421 | 4 876 | 5 793 | 5 898 | 6 121 |